# Vadászat (film, 2020)
A Vadászat (eredeti cím: The Hunt)  2020-ban bemutatott amerikai horror-thrillerfilm, melyet Craig Zobel rendezett, valamint Nick Cuse és Damon Lindelof írt. A főszereplők Betty Gilpin, Ike Barinholtz, Amy Madigan, Emma Roberts, Ethan Suplee és Hilary Swank.
A filmet először 2018 márciusában jelentették be, majd a szereplők egy évvel később csatlakoztak a projekthez. A forgatásra New Orleansban került sor. A film eredeti megjelenése tervek szerint 2019. szeptember 27-én lett volna. Azonban a 2019. augusztus eleji daytoni és az El Paso-i tömeges lövöldözést követően az Universal Pictures úgy döntött, hogy elhalasztja a premiert.
Az Amerikai Egyesült Államokban 2020. március 13-án debütált, Magyarországon április 16-án mutatták be szinkronizálva, az UIP-Dunafilm forgalmazásában.
A film általánosságban vegyes értékeléseket kapott a kritikusoktól, világszerte mindössze 9 millió dollárt tudott termelni. A film pénzügyi hiányosságait nagyrészt a COVID-19 koronavírus-járvány okozta, amely miatt világszerte be kellett zárni a mozikat. Az Universal a filmet egy héttel a mozikiadás után tette elérhetővé digitálisan.

## Cselekmény
Athena Stone (Hilary Swank) és az általa vezetett társaság közelgő nagy embervadászatukat ünnepli. Amikor magánrepülőjükön utaznak a vadászatra, a rakománytérből előtámolyog egy korábban elkábított, felpeckelt szájú férfi, akit a társaság meggyilkol.
Tizenegy ember ébred fel az erdőben, mindannyian felpeckelt szájjal. A közeli tisztáson egy hatalmas ládát látnak. Miután kinyitják, kézifegyvereket találnak benne, valamint a szájpeckük kinyitásához való kulcsokat. Hirtelen azonban láthatatlan ellenség fegyvertüze zúdul rájuk, öten perceken belül meghalnak. Hárman sikeresen átmásznak a területet körbevevő szögesdrótkerítésen, és eljutnak egy közeli töltőállomásra. A benzinkút tulajdonosa egy idős házaspár. A három üldözött megtudja tőlük, hogy Arkansasban vannak, beszélgetésükből az is kiderül, hogy mindhármukat elrabolták, az Amerikai Egyesült Államok különböző államaiból. A trió egyik tagja mérgezett fánkot eszik, majd az idős házaspár (akikről így kiderül, hogy a vadászok közé tartoznak) mérges gázzal öli meg a másik két embert. Ezután eltüntetik a holttesteket és a nyomokat, hogy felkészüljenek a következő szökevény fogadására.
Megérkezik a vadászok körében csak Hógolyónak nevezett nő, az afganisztáni veterán Crystal Creasey (Betty Gilpin). Miután ő is megtudja, hogy Arkansas-ban vannak, egy doboz cigarettát kér. Az idős házaspár azonban felkelti gyanúját, megtámadja és megöli őket a pult alá rejtett fűrészelt csövű puskával. Odakinn megvizsgálja a kisteherautót és rájön, hogy az arkansas-i rendszámtábla valójában egy horvát rendszámtáblára ragasztott, valamint felfedezi a vezetőajtóhoz bekötött bombát is. Amikor megérkezik egy újabb fogoly, Gary, az összeesküvés-elméleti podcaster, Hógolyó figyelmezteti a bedrótozott teherautóra. Felszállnak egy menekültekkel teli vonatra, akiket Gary válságszereplőknek gondol. Miután a vonatot horvát katonák rohanják le, Gary igyekszik meggyőzni őket arról, hogy a menekültek csak színészek. A migránsok egyike, „Crisis Mike” elárulja Garynek, hogy valóban színész, de Gary gyanút fog, hogy az embervadászok közé tartozik, így egy gránáttal felrobbantja őt.

## Szereplők
(Magyar hangok a szereposztás mellett feltüntetve)
- Betty Gilpin – Crystal Creasey / Hógolyó – Solecki Janka
- Hilary Swank – Athena Stone – Kisfalvi Krisztina
- Ike Barinholtz – Staten Island (Moses) – Király Attila
- Wayne Duvall – Don – Csuja Imre
- Ethan Suplee – Gary – Jászberényi Gábor
- Emma Roberts – Jóganacis lány – Bogdányi Titanilla
- Chris Berry – Target (Boxer) – Holl Nándor
- Sturgill Simpson – Vanilla Nice – Kisfalusi Lehel
- Kate Nowlin – Nagy vörös (Molly) – Kiss Eszter
- Amy Madigan – Mama / Miranda – Zsurzs Kati
- Reed Birney – Papa / Julius – Ujréti László
- Glenn Howerton – Richard – Simon Kornél
- Justin Hartley – Trucker (Shane) – Bozsó Péter
- Sylvia Grace Crim – szexi halott lány – ?
- Walker Babington – Bandana ember – ?
- Jason Kirkpatrick – Randy – Schneider Zoltán
- Teri Wyble – Liberty – ?
- Macon Blair – Fauxnvoy (Oliver) – Háda János
- Usman Ally – Crisis Mike – Kaszás Gergő
- J. C. MacKenzie – Paul – Epres Attila
- Steve Coulter – Doktor (Ted) – Rosta Sándor
- Dean West – Martin – Fehér Tibor
- Steve Mokate – Dale őrmester – Kőszegi Ákos
- Hannah Aline – Kelly (Légiutaskísérő) – Ligeti Kovács Judit
- Tadasay Young – Nicole – ?
- Jim Klock – O'Hara kapitány – ?

További magyar hangok: Mikecz Estilla, Kelemen Kata, Mentes Júlia, Ács Norbert, Vida Péter, Sörös Miklós, Fellegi Lénárd, Oroszi Tamás